# Матесон (Илиноис)
Матесон (енгл. Matteson) град је у америчкој савезној држави Илиноис.

## Демографија
По попису из 2010. године број становника је 19.009, што је 6.081 (47,0%) становника више него 2000. године.
| Група             | 2000.         | 2010.          |
| Белци             | 4.031 (31,2%) | 2.784 (14,6%)  |
| Афроамериканци    | 8.098 (62,6%) | 14.952 (78,7%) |
| Азијати           | 201 (1,6%)    | 193 (1,0%)     |
| Хиспаноамериканци | 436 (3,4%)    | 813 (4,3%)     |
| Укупно            | 12.928        | 19.009         |